# Nova Friburgo (gemeente)
Novo Friburgo is een Braziliaanse stad en gemeente in de deelstaat Rio de Janeiro. De stad ligt ongeveer 130 km ten noordoosten van de stad Rio de Janeiro en telt ongeveer 185.000 inwoners. De naam van de stad verwijst naar de Zwitserse stad Fribourg, waar de eerste bewoners van Novo Friburgo vandaan kwamen.
De plaats is zetel van het rooms-katholieke bisdom Nova Friburgo.

## Aangrenzende gemeenten
De gemeente grenst aan Bom Jardim, Cachoeiras de Macacu, Casimiro de Abreu, Duas Barras, Macaé, Silva Jardim, Sumidouro, Teresópolis en Trajano de Moraes.

## Verkeer en vervoer
De plaats ligt aan de wegen BR-492, RJ-116, RJ-130, RJ-142, RJ-148 en RJ-150.

## Geboren in Nova Friburgo
- Gustavo Nery (1977), voetballer
- Bernardo Ribeiro (1989-2016), voetballer
- Rafael Galhardo (1991), voetballer

## Galerij

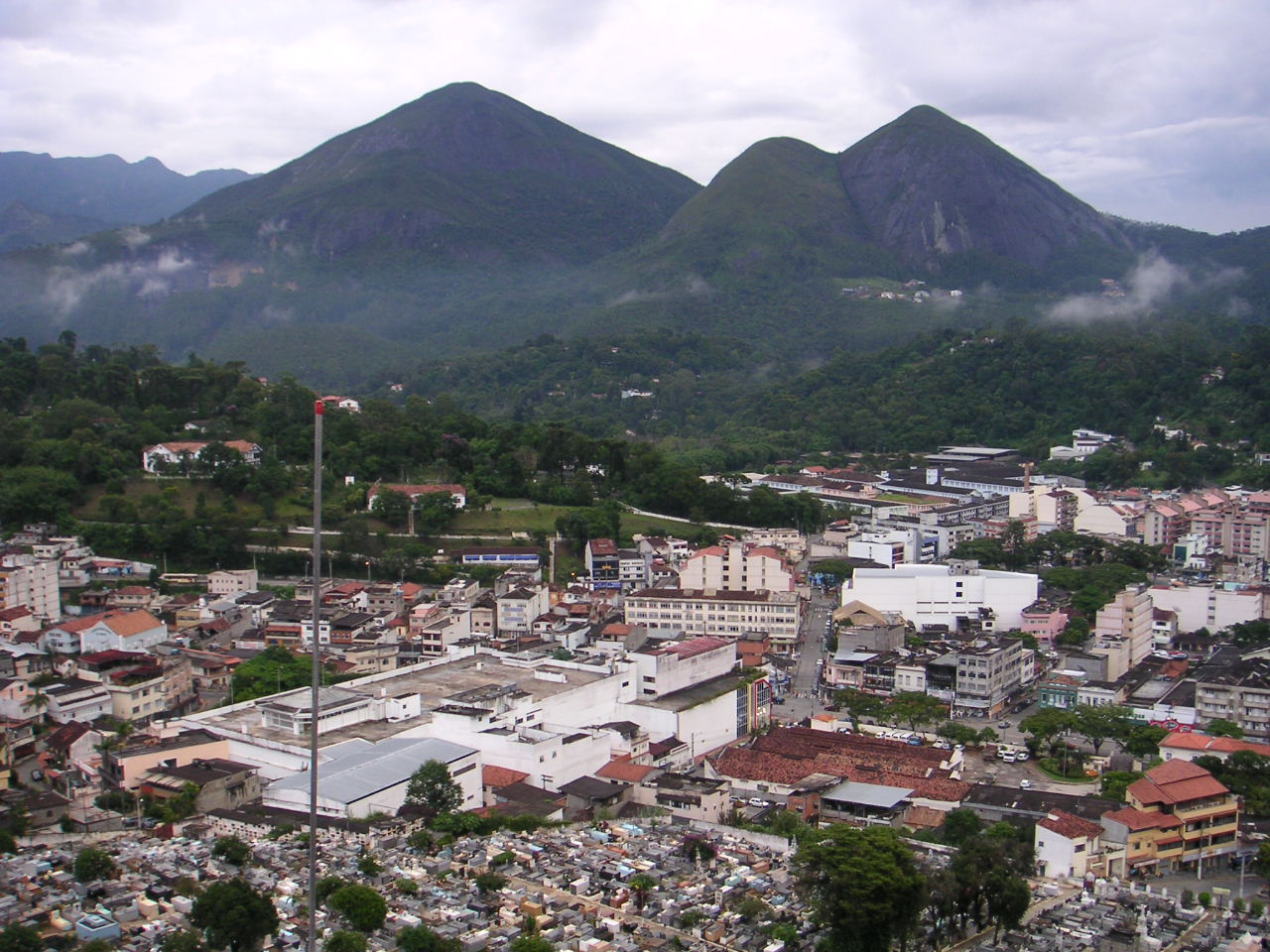
Centrum van Nova Friburgo
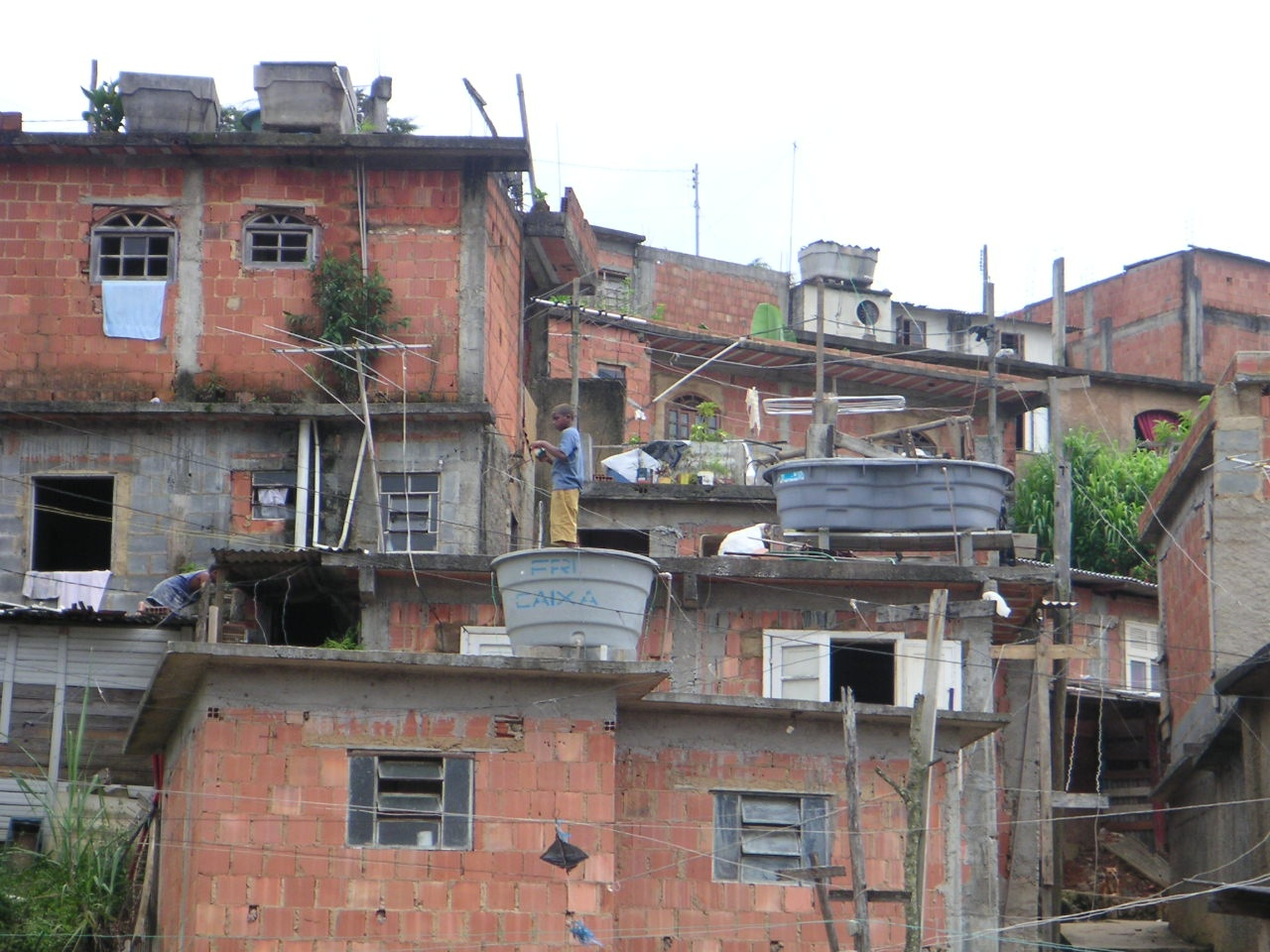
Favela in Nova Friburgo
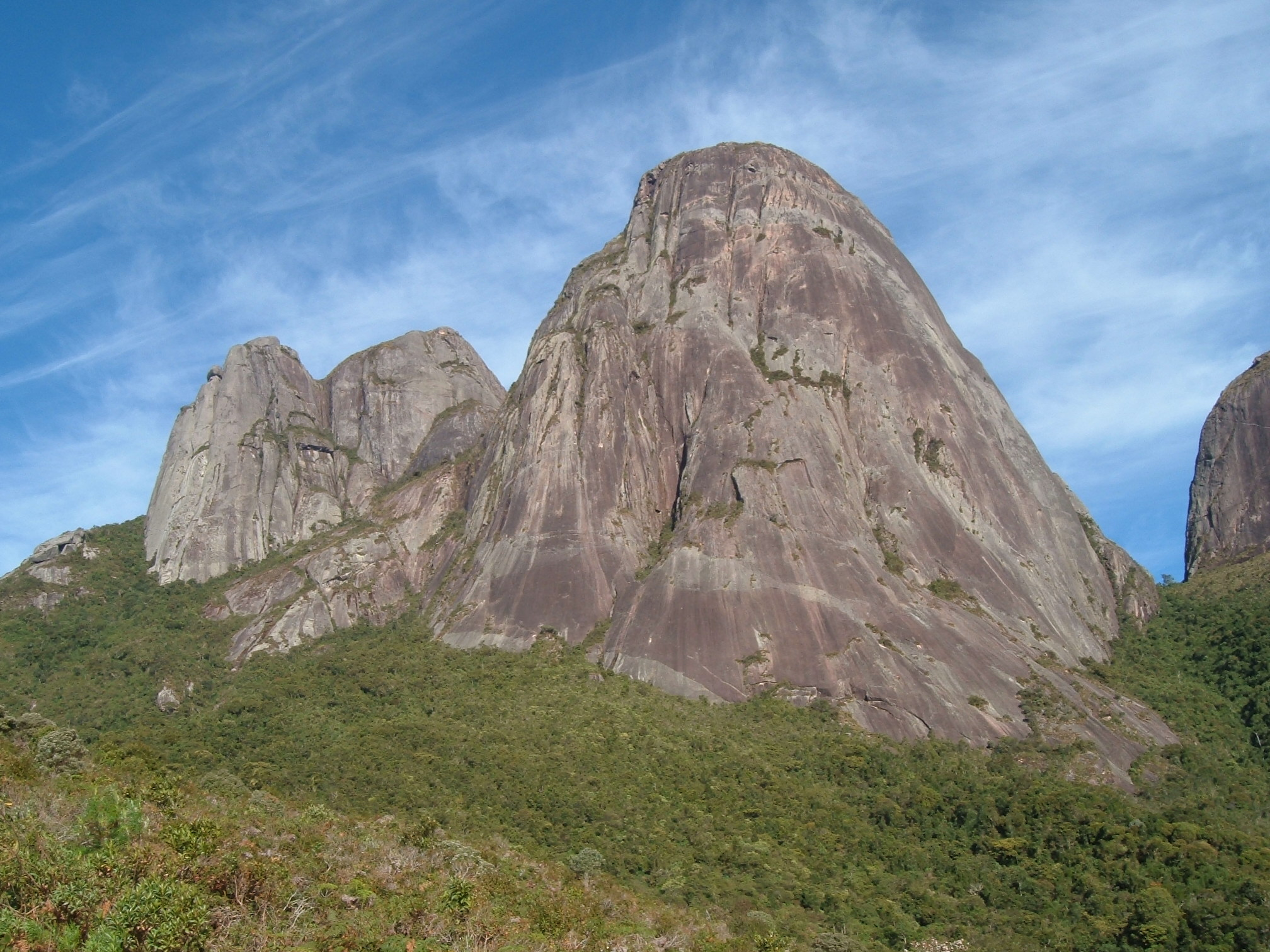
Tres Picos
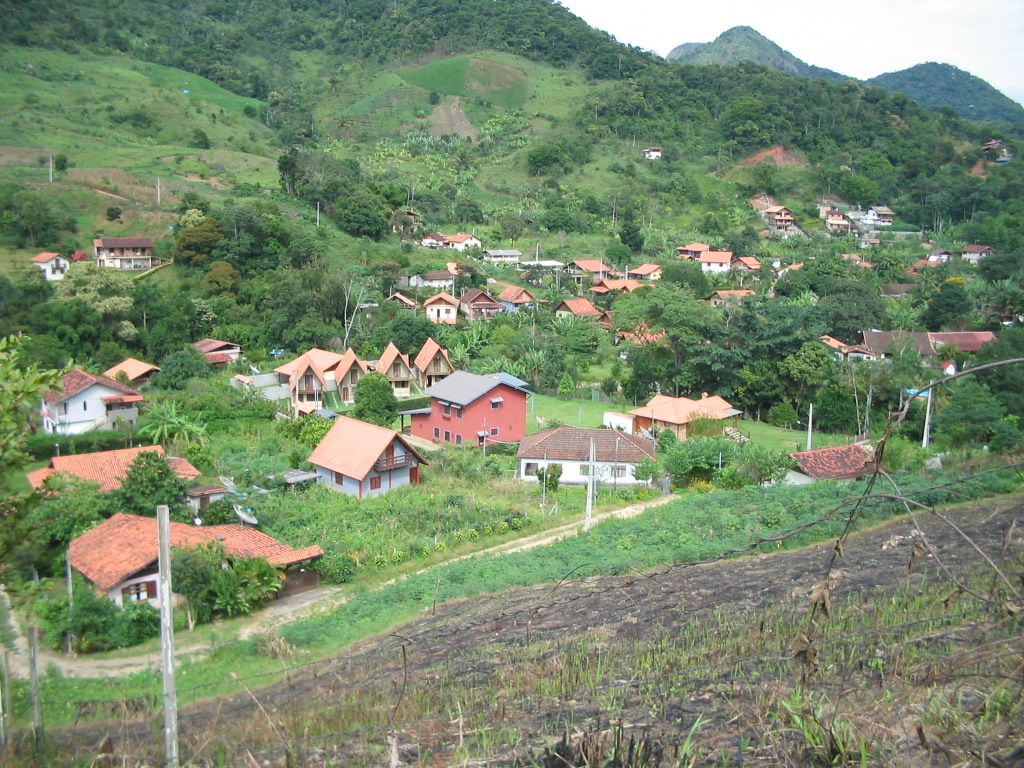
Lumiar, gemeente Nova Friburgo